# América de Cali
Sociedad Anónima Deportiva América de Cali S.A., besser bekannt als América de Cali, ist ein kolumbianischer Fußballverein aus Cali. Der Klub ist 14-facher Meister des Landes, spielte fünf Jahre in der zweiten Liga und ist am 27. November 2016 wieder in die erste Liga aufgestiegen. Der am 13. Februar 1927 gegründete Verein wird aufgrund seines Wappens, das ein roter Teufel ziert, Los diablos rojos genannt. Dieses Logo wurde seit der Gründung des Teams immer wieder abgesetzt, ist aber seit 1997 wieder eingeführt worden, da die böse Natur des Teufels heutzutage in Kolumbien nur noch figurativ gesehen wird.

## Geschichte

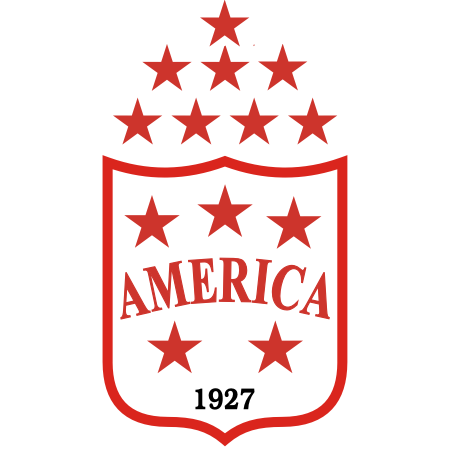
Altes Logo von América ohne Teufel (2008–2012)

América de Cali gilt als der Pechvogel der Copa Libertadores. Viermal erreichte der Verein das Finale des Wettbewerbes, doch er verlor jedes Mal: gar dreimal in Serie zwischen 1985 und 1987 sowie 1996.
América de Cali erhielt zumindest in den 1970er und 1980er Jahren Geld von Mitgliedern des Cali-Kartells, das im Export von Kokain in die USA führend war. Im Oktober 2003 wurde der Verein als Teil eines Rings von Deckunternehmen auf die sogenannte Clinton-Liste gesetzt, was bedeutet, dass US-Bürger und Unternehmen unter Executive Order 12978 angewiesen sind, keine Geschäfte mit dem Verein zu machen.
2011 stieg der Verein zum ersten Mal in die Categoría Primera B ab, nachdem er die Relegation gegen Patriotas nach Elfmeterschießen verloren hatte. In den ersten drei Spielzeiten in der zweiten Liga gehörte der Verein zu den stärksten Mannschaften, scheiterte aber jeweils am Aufstieg, wobei América in der Rückserie 2014 nur noch knapp die Finalrunde erreichte und in seiner Gruppe Letzter wurde. Auch in der besonderen Aufstiegsrunde für Traditionsvereine der zweiten Liga im Januar 2015 verpasste der Verein den Aufstieg.
In der Saison 2015 konnte América wieder die Finalrunde erreichen, verpasste dort aber in seiner Gruppe den Aufstieg gegen Atlético Bucaramanga. In der darauffolgenden Saison schaffte der Klub einen 2:1-Sieg im letzten Spiel gegen Deportes Quindío und stieg nach fünf Jahren wieder in die erste Liga auf. Im Anschluss daran konnte América auch noch das Finale gegen Tigres FC gewinnen und wurde Zweitligameister.
In der ersten Halbserie nach Wiederaufstieg erreichte América 2017 das Halbfinale, das gegen den Lokalrivalen Deportivo Cali verloren wurde. In der Rückserie konnte América den Abstieg verhindern und erreichte zudem erneut das Halbfinale, das gegen Millonarios FC verloren wurde. In der Spielzeit 2018 verpasste América in beiden Halbserien den Einzug in die Finalrunde deutlich, war aber auch nicht in den Abstiegskampf verwickelt.
In der Apertura 2019 zog América als Vierter in die Finalrunde ein, konnte sich jedoch nicht für das Finale qualifizieren. Im Juni 2019 wurde Alexandre Guimarães als neuer Trainer vorgestellt. Dieser konnte mit dem Team wieder den Meistertitel der ersten Liga holen. In der durch die COVID-19-Pandemie unterbrochenen Saison 2020 verteidigte América de Cali seinen Titel unter dem neuen Trainer Juan Cruz Real erfolgreich.

## Stadion

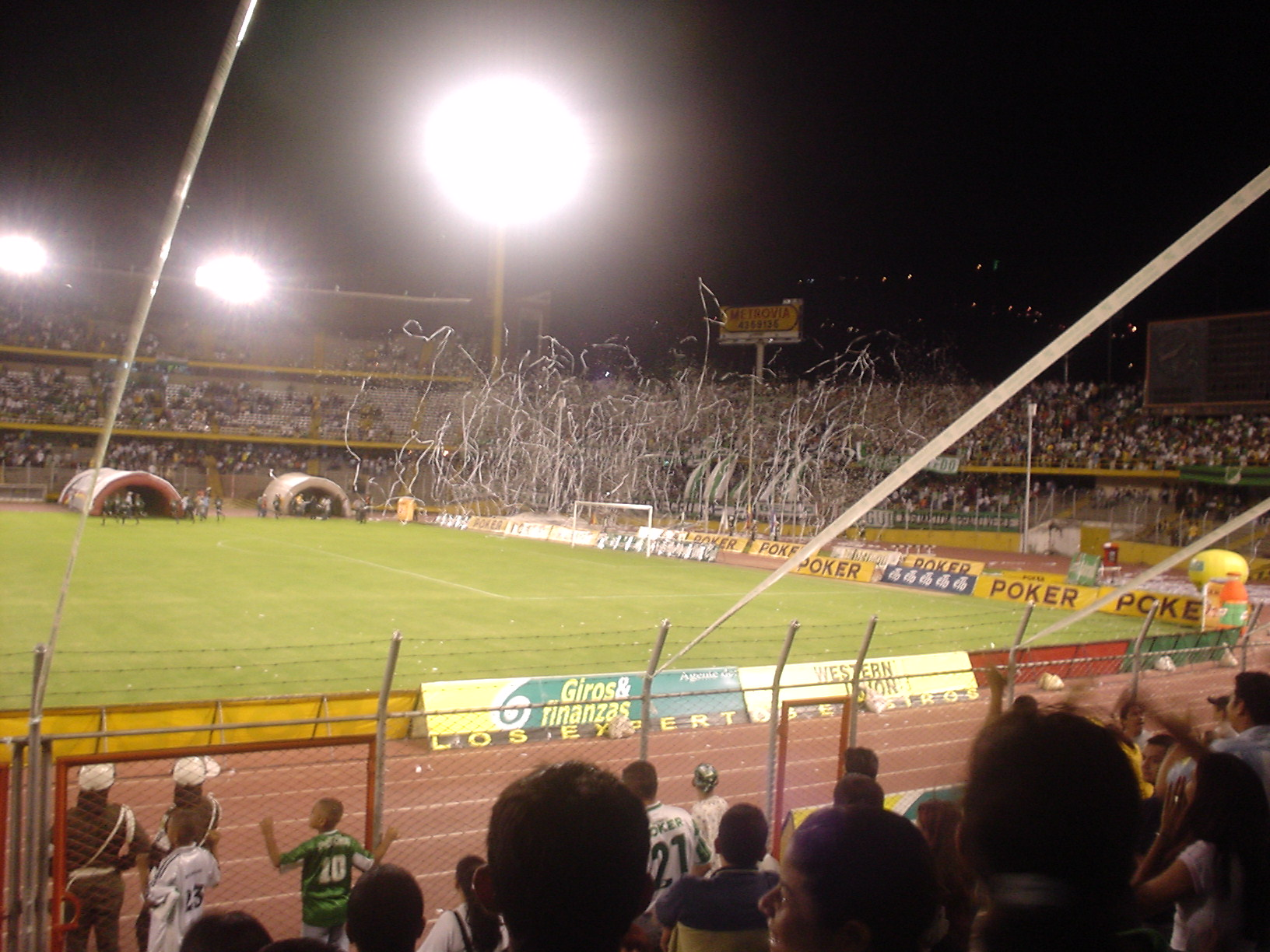
Estadio Olímpico Pascual Guerrero

América de Cali absolviert seine Heimspiele im Estadio Olímpico Pascual Guerrero. Das am 20. Juli 1937 eröffnete Stadion bietet ungefähr 33.000 Plätze.
Es ist der Bau eines neuen Stadions geplant. Das Projekt namens „Arena América“ soll 2027, zum 100. Bestehen des Vereins, fertig werden, ein schließbares Dach und 52.000 Plätze bieten. Hinzu sind über 450 Suiten, 260 Logen, Geschäftsräume, Restaurants und Büroräume geplant. Das spanische Bauunternehmen Urbas bekam im Januar 2024 den Auftrag zum Bau. Es soll den Anforderungen der FIFA entsprechen.

## Sportlicher Verlauf

### Erfolge
Männer
- Copa Merconorte: 1999
- Meister von Kolumbien: (15×) 1979, 1982, 1983, 1984, 1985, 1986, 1990, 1992, 1997, 2000, 2001, 2002-I, 2008-II, 2019-II, 2020
- Vizemeister: 1960, 1969, 1987, 1991, 1995, 1999, 2008-I
- Meister der Categoría Primera B: 2016
- Vizemeister der Categoría Primera B: 2012
- Zweiter der Copa Libertadores: 1985, 1986, 1987, 1996

Frauen
- Meister von Kolumbien: 2019

### Saisondaten seit 2010
| Spielzeit | Liga                                 | Ligaebene | Platz       | Finalrunde                                 |
| --- | ------------------------------------ | --------- | ----------- | ------------------------------------------ |
| 2010-I | Liga Postobón                        | I         | 16.         | -                                          |
| 2010-II | Liga Postobón                        | I         | 10.         | -                                          |
| 2011-I | Liga Postobón                        | I         | 12.         | -                                          |
| 2011-II | Liga Postobón                        | I         | 8.          | Viertelfinale Vorletzter Abstiegstabelle 1 |
| 2012-I | Torneo Postobón                      | II        | 1.          | 1. Gruppe A Meister Apertura               |
| 2012-II | Torneo Postobón                      | II        | 3.          | 2. Gruppe B Vizemeister (Gesamt) 1         |
| 2013-I | Torneo Postobón                      | II        | 1.          | 3. Gruppe A                                |
| 2013-II | Torneo Postobón                      | II        | 1.          | 2. Gruppe A                                |
| 2014-I | Torneo Postobón                      | II        | 3.          | Finale                                     |
| 2014-II | Torneo Postobón                      | II        | 8.          | 4. Gruppe B                                |
| 2015 | Aufstiegsrunde für Traditionsvereine | II        | 3. Gruppe B | -                                          |
| 2015 | Torneo Águila                        | II        | 3.          | 2. Gruppe A                                |
| 2016 | Torneo Águila                        | II        | 2.          | 1. Gruppe B Meister                        |
| 2017-I | Liga Águila                          | I         | 7.          | Halbfinale                                 |
| 2017-II | Liga Águila                          | I         | 6.          | Halbfinale                                 |
| 2018-I | Liga Águila                          | I         | 17.         | -                                          |
| 2018-II | Liga Águila                          | I         | 12.         | -                                          |
| 2019-I | Liga Águila                          | I         | 4.          | 3. Gruppe A                                |
| 2019-II | Liga Águila                          | I         | 2.          | 1. Gruppe B Meister                        |
| 2020 | Liga BetPlay Dimayor                 | I         | 6.          | Sieger Finalrunde Meister                  |
| 2021-I | Liga BetPlay Dimayor                 | I         | 8.          | Viertelfinale                              |
| 2021-II | Liga BetPlay Dimayor                 | I         | 8.          | 3. Gruppe B                                |
| 2022-I | Liga BetPlay Dimayor                 | I         | 15.         | -                                          |
| 2022-II | Liga BetPlay Dimayor                 | I         | 7.          | 4. Gruppe B                                |
| gelb unterlegt: Meister der Categoría Primera A grün unterlegt: Aufstieg in die Categoría Primera A rot unterlegt: Abstieg in die Categoría Primera B |                                      |           |             |                                            |

## Trainerhistorie
| - Juan Carlos Osorio (2021–) - Juan Cruz Real (2020–2021) - Alexandre Guimarães (2019–2020) - Jersson González (2019) - Fernando Castro Lozada (2018–2019) - Pedro Felício Santos (2018) - Jorge da Silva (2017–2018) - Hernán Torres Oliveros (2016–2017) - José Alberto Suárez (2015–2016) - Fernando Velasco (2015) - Luis Augusto García (2014–2015) - Salvador Suay (2014) - Jhon Jairo López (2014) - Diego Edison Umaña (2013) - Eduardo Lara (2012) - Wilson Piedrahita (2011) - Álvaro Aponte (2010–2011) - Jorge Bermúdez (2010) - Juan Carlos Grueso (2010) - Diego Edison Umaña (2007–2009) - Otoniel Quintana (2007) - Roberto Cabañas (2007) - Gerardo González Aquino (2006–2007) - Bernardo Redín (2006) - Hernán Darío Herrera (2006) | - Luis Augusto García (2005) - Otoniel Quintana (2005) - Ricardo Gareca (2005) - José Alberto Suárez (2004–2005) - Fernando Castro Lozada (2002–2003) - José Alberto Suárez (2002) - Jaime de la Pava (1998–2002) - Diego Edison Umaña (1998) - Luis Augusto García (1996–1997) - Diego Edison Umaña (1994–1996) - Pedro Enrique Sarmiento (1994) - Hugo Gallego (1994) - Diego Edison Umaña (1993) - Francisco Maturana (1992–1994) - Diego Edison Umaña (1992) - Gabriel Ochoa Uribe (1988–1991) - Humberto Ortiz (1988) - Gabriel Ochoa Uribe (1979–1988) - Víctor Pignanelli (1978) - Pedro Nel Ospina (1977) - Adolfo Pedernera (1977) - Julio Tocker (1976) - Antonio da Corso (1976) - Pedro Nel Ospina (1975) - Simo Vilic (1973–1975) - Jorge Ruiz (1972–1973) | - Edgar Barona (1972) - Guillermo Reynoso (1970–1971) - Ángel Perucca (1968–1970) - Porfirio Rolón (1968) - Julio Tocker (1967) - Porfirio Rolón (1967) - Carlos Tulio Obonaga (1966) - José María Minella (1966) - Juan Eulogio Urriolabeitía (1965) - Porfirio Rolón (1965) - Francisco Solano (1964) - Porfirio Rolón (1963–1964) - Francisco Pacheco (1963) - Miguel Ortega (1962–1963) - Porfirio Rolón (1961–1962) - Manuel Sanguinetti (1961) - Adolfo Pedernera (1960–1961) - Alejandro Genes (1959) - Edgar Mallarino (1955–1959) - Ricardo Ruiz (1954) - Julio Tocker (1952) - Adelfo Magallanes (1951) - Julio Tocker (1950) - Emilio Reuben (1949) - Fernando Paternóster (1948) - Donaldo Ross (1947) |

## Ehemalige Spieler
- Leonel Álvarez
- Antony de Ávila, mit 201 Toren mit großem Abstand Américas Rekordtorschütze
- Óscar Córdoba
- Adrián Ramos
- Freddy Rincón
- Adolfo Valencia